# Sehnde

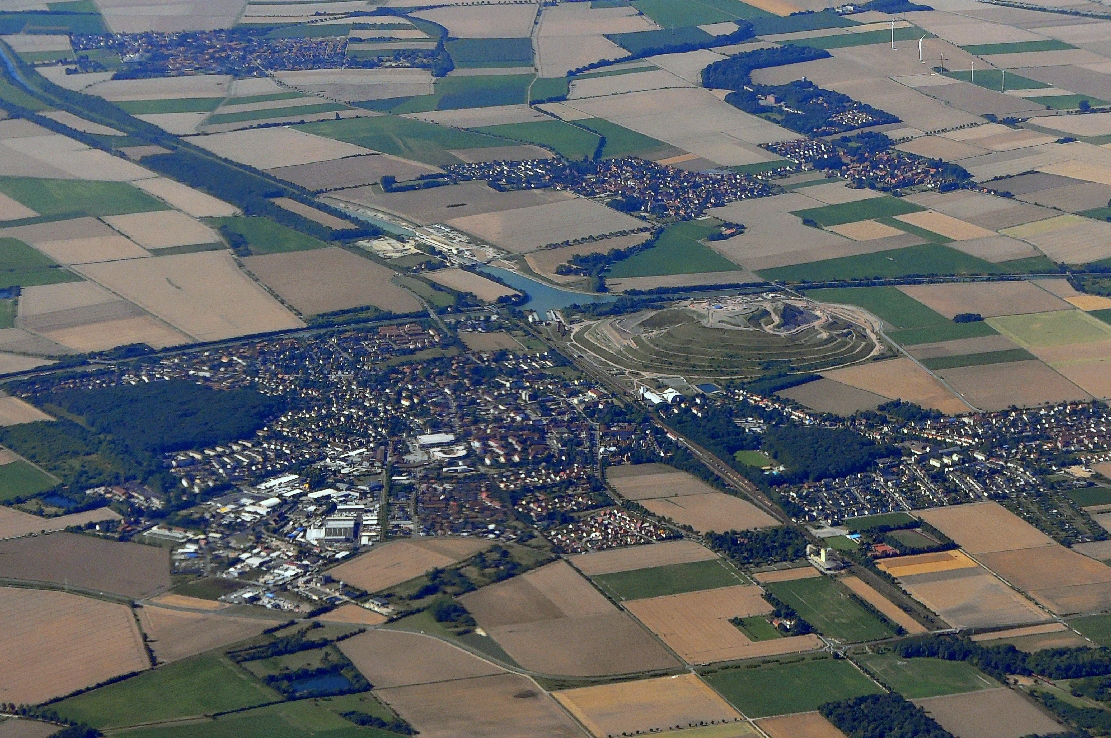
Luftbild Richtung Südwest, vorne Sehnde, dahinter Bolzum und Wehmingen

Stadtgliederung von Sehnde

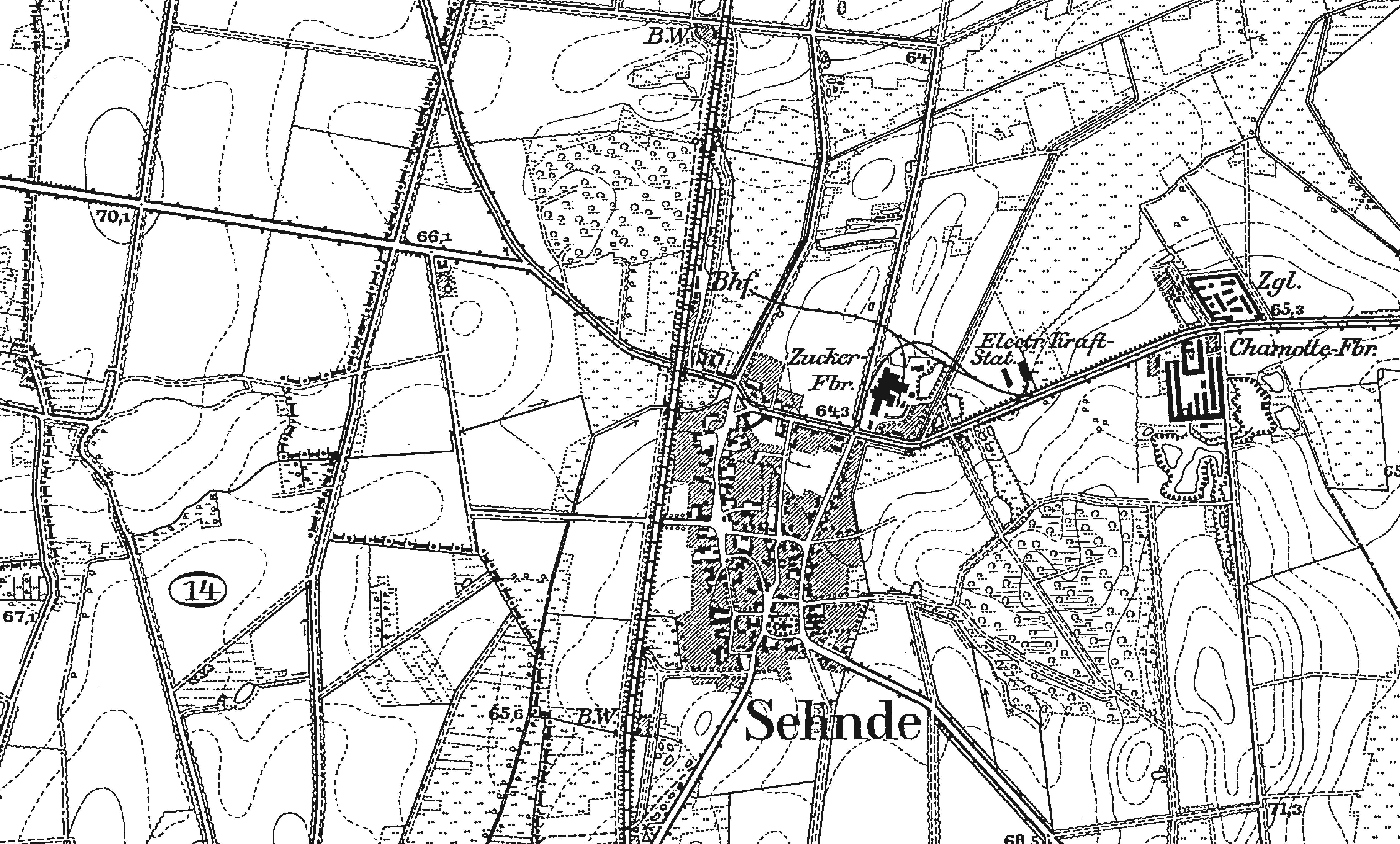
Sehnde 1896

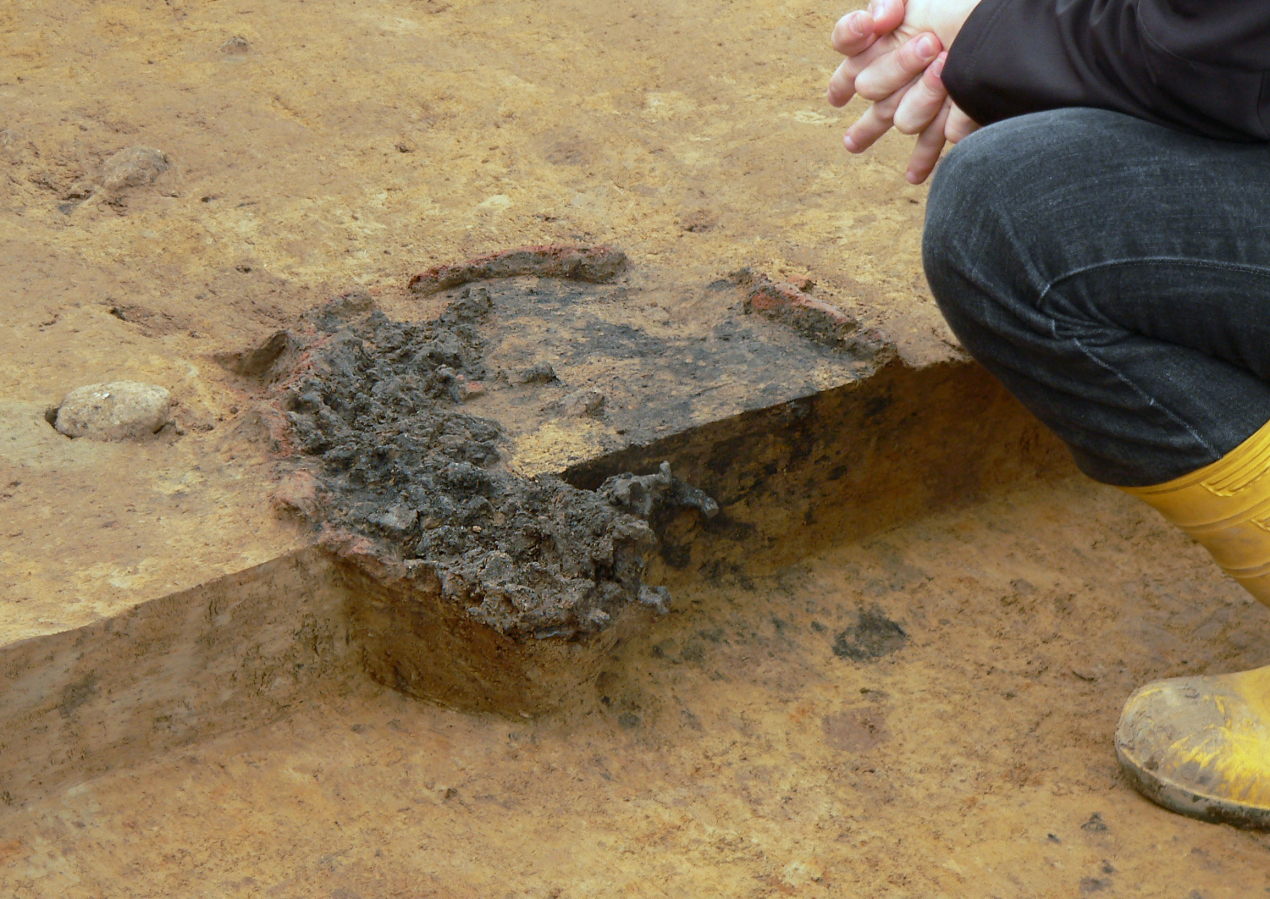
Reste eines bei Ausgrabungen in Sehnde entdeckten Rennofens, 2017

Sehnde ist eine Stadt (seit dem 18. Oktober 1997) und selbständige Gemeinde in Niedersachsen am Südostrand der Region Hannover. Sie besteht aus 15 Ortsteilen mit rund 24.500 Einwohnern.

## Geografie
Sehnde grenzt im Uhrzeigersinn, beginnend im Südwesten, an Laatzen, Hannover und Lehrte sowie an Hohenhameln (Landkreis Peine) und Algermissen (Landkreis Hildesheim).
Zudem teilt sich Sehnde durch die Exklave im Altwarmbüchener Moor auch eine Grenze mit Burgdorf und Isernhagen.

## Geschichte

### Vor- und Frühgeschichte
Besiedelt war das Gebiet der heutigen Stadt Sehnde bereits während der Eisenzeit im 1. Jahrtausend v. Chr. bis in die Völkerwanderungszeit im 5. oder 6. Jahrhundert, wobei nicht bekannt ist, ob die Besiedlung durchgängig war.
Aus diesem Zeitraum stammen archäologische Funde und Befunde, die durch Ausgrabungen im Jahre 2017 bei der Erschließung eines Neubaugebietes rund einen Kilometer nördlich des Ortszentrums entdeckt wurden. Dazu zählen die Reste von Grubenhäusern und Pfostenspuren kleinerer Speicherbauten sowie Überbleibsel von Rennöfen und Schlacke aus der Eisenverhüttung. Durch die in Abfallgruben gefundenen Keramikscherben war eine Datierung des Besiedlungszeitraumes möglich.

### Mittelalter
Um 800 wurde das Gebiet um Sehnde von fränkischen Militärkolonisten besiedelt. Die erste urkundliche Erwähnung des Ortsnamens Sehnde stammt aus dem Jahr 1147. Nach mehreren kriegerischen Auseinandersetzungen wurde das Gebiet zwischen den braunschweigisch-lüneburgischen Welfen und dem Hochstift Hildesheim aufgeteilt. In dieser Zeit gehörten zehn Sehnder Ortsteile zum Großen Freien und damit seit 1885 zum Landkreis Burgdorf, während die restlichen fünf den Landkreisen Hannover (Müllingen, Wassel) und Hildesheim (Bolzum, Wehmingen, Wirringen) angehörten.
Aufgrund der historischen Zugehörigkeit zu mehreren Grundherrschaften verteilten sich die heutigen Sehnder Ortsteile bis zur niedersächsischen Gebietsreform in den 1970er Jahren auf die drei Regierungsbezirke Lüneburg, Hannover und Hildesheim. Bis zum 31. Dezember 2004 gehörte Sehnde zum damaligen Regierungsbezirk Hannover, der wie alle niedersächsischen Regierungsbezirke aufgelöst wurde.

### Neue Gemeinde Sehnde
Die Gebietsreform, die am 1. März 1974 wirksam wurde, schuf die neue Gemeinde aus den 15 bisher selbständigen Gemeinden Bilm, Bolzum, Dolgen, Evern, Gretenberg, Haimar, Höver, Ilten, Klein Lobke, Müllingen, Rethmar, Sehnde, Wassel, Wehmingen und Wirringen.

### Einwohnerentwicklung
(am 6. Juni 1961, am 27. Mai 1970 Volkszählungsergebnisse, jeweils mit den später eingegliederten Orten, ab 1998 jeweils am 31. Dezember)
| - 1961 - 18.223 - 1970 - 18.524 - 1998 - 19.787 - 1999 - 20.241 - 2000 - 20.759 - 2001 - 21.123 - 2002 - 21.543 - 2003 - 21.902 - 2004 - 22.198 - 2005 - 22.759 - 2010 - 23.497 - 2014 - 24.202 - 2015 - 23.489 - 2016 - 23.584 - 2017 - 23.505 - 2022 - 25.133 - 2024 - 24.522 - 2025 - 24.449 |

## Religion
Die evangelisch-lutherische Gemeinde Sehnde gehört zum Kirchenkreis Burgdorf. Zu ihr gehört in Sehnde die historische Kreuzkirche am Südrand des einstigen Dorfkerns. Das 1963 am Papenholz errichtete Bonhoeffer-Haus mit Kirchsaal und Gemeinderäumen wurde 2012 aufgegeben und an die Stadt verkauft. Die katholische Pfarrgemeinde St. Maria gehört zum Dekanat Hannover. Sie verfügt über die gleichnamige Kirche von 1955 am Papenholz. Die evangelisch-freikirchliche Gemeinde Sehnde hat ihr Gebäude am Steinweg, bis 2006 befand sich hier die neuapostolische Gemeinde Sehnde. Die nächstgelegene neuapostolische Kirche befindet sich heute acht Kilometer entfernt in Lehrte. Die Bibel-Gemeinde Sehnde hält in der städtischen Begegnungsstätte ihre Gottesdienste ab. Auch die Zeugen Jehovas verfügen über ein Versammlungsgebäude in Sehnde. Weitere Kirchen befinden sich in den weiteren Ortsteilen.

## Politik

### Rat
Dem Rat der Stadt Sehnde gehören 34 Ratsfrauen und -herren an. Der hauptamtliche Bürgermeister ist ebenfalls Mitglied des Rates, gehört aber unabhängig von seiner Parteizugehörigkeit keiner Fraktion an.
Der Rat setzt sich seit der Kommunalwahl vom 12. September 2021 wie folgt zusammen:
|      | CDU      | SPD      | AfD     | Grüne   | Die Linke | FDP     | PARTEI | Gesamt   |
| ---- | -------- | -------- | ------- | ------- | --------- | ------- | ------ | -------- |
| 2021 | 13 Sitze | 11 Sitze | 2 Sitze | 5 Sitze | 1 Sitz    | 2 Sitze | 0 Sitz | 34 Sitze |
| 2021 | 37,31 %  | 33,81 %  | 6,24 %  | 14,87 % | 2,13 %    | 4,47 %  | 1,17 % | 100 %    |
|      |          |          |         |         |           |         |        |          |
| 2016 | 13 Sitze | 12 Sitze | 3 Sitze | 3 Sitze | 1 Sitz    | 1 Sitz  | –      | 33 Sitze |

In den 34 Mitglieder umfassenden Rat wurden 12 Frauen gewählt.

### Bürgermeister
Zum Bürgermeister der Stadt Sehnde wurde 2019 Olaf Kruse (SPD) mit 53,9 Prozent gewählt. Sein Gegenkandidat war der zu dem Zeitpunkt amtierende Amtsträger Carl Jürgen Lehrke (CDU). Die Wahlbeteiligung lag bei 64,5 Prozent.

### Ortsräte
Die Stadtteile der Stadt Sehnde werden durch insgesamt 78 Ratsmitglieder in zehn Ortsräten vertreten. Seit der Kommunalwahl 2021 verteilen diese sich wie folgt:
| Stadtteile              | CDU | SPD | Grüne | FDP | parteilos | ∑  |
| ----------------------- | --- | --- | ----- | --- | --------- | -- |
| Bilm                    | 5   | 2   | -     | -   | -         | 7  |
| Bolzum                  | 2   | 4   | 1     | -   | -         | 7  |
| Dolgen – Evern – Haimar | 4   | 1   | 1     | -   | 1*        | 7  |
| Höver                   | 3   | 4   | -     | -   | -         | 7  |
| Ilten                   | 4   | 3   | 3     | 1   | -         | 11 |
| Müllingen – Wirringen   | 3   | 4   | -     | -   | -         | 7  |
| Rethmar                 | 2   | 3   | 1     | 1   | -         | 7  |
| Sehnde                  | 4   | 4   | 2     | 1   | -         | 11 |
| Wassel                  | 4   | 3   | -     | -   | -         | 7  |
| Wehmingen               | 3   | 3   | 1     | -   | -         | 7  |
| ∑                       | 34  | 31  | 9     | 3   | 1         | 78 |

(* Einzelkandidatin: Iris Bennwig)

## Kultur und Sehenswürdigkeiten
Im Ortsteil Rethmar befindet sich das Regional-Museum Sehnde, getragen durch den Verein Regional-Museum Sehnde e. V. Der Ortsteil Wehmingen beherbergt das Hannoversche Straßenbahn-Museum, getragen vom gleichnamigen Verein, das sich auf dem Gelände des ehemaligen Kalibergwerks Hohenfels befindet. Der seit 1979 bestehende Kulturverein Sehnde e. V. bietet monatliche Kulturveranstaltungen unter anderem aus dem Bereich Theater und Literatur an.
Die Kernstadt Sehnde (zu den Ortsteilen siehe dort) ist geprägt durch einige charakteristische Gebäude:
- Evangelische Kirche Zum heiligen Kreuz, Turm romanisch, Schiff barock
- Katholische Pfarrkirche St. Maria, 1955, schlichte Hallenkirche
- Rathaus, 1976, mit Glockenspiel
- Kugelbake am Kanal-Sporthafen, verkleinerte Kopie des Cuxhavener Seezeichens
- KGS Sehnde, an der B 65, Schule mit ca. 1950 Schülern und über 130 Lehrkräften

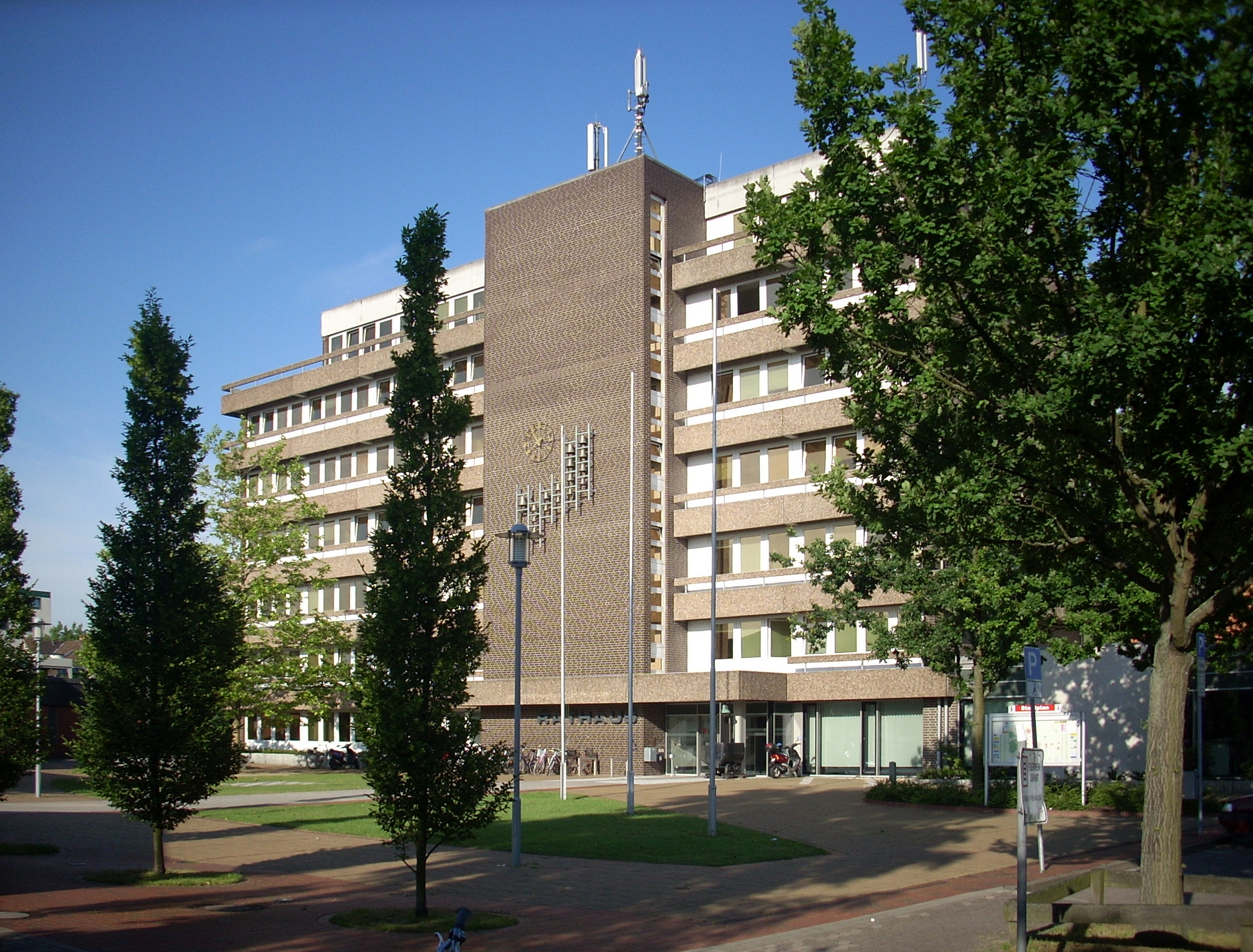
Rathaus
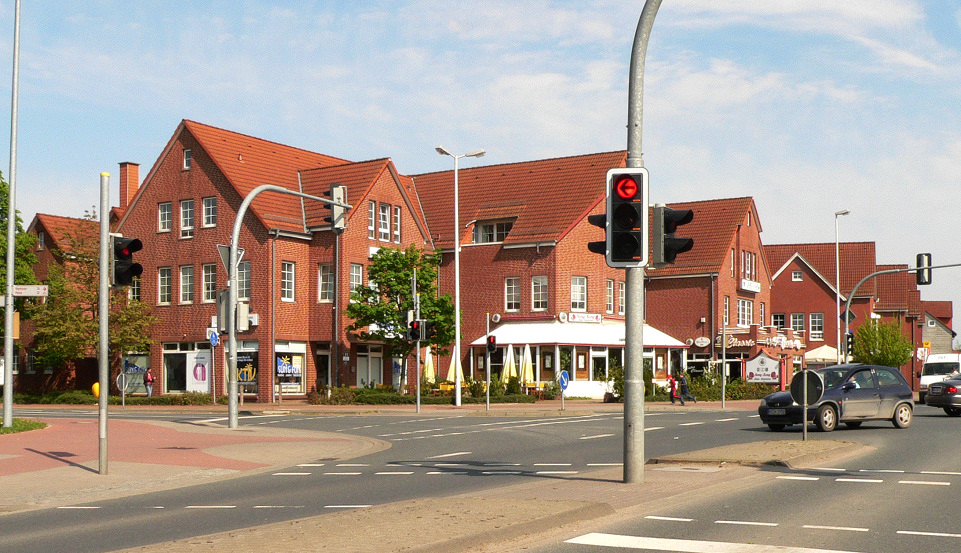
Zentrale Kreuzung in Sehnde
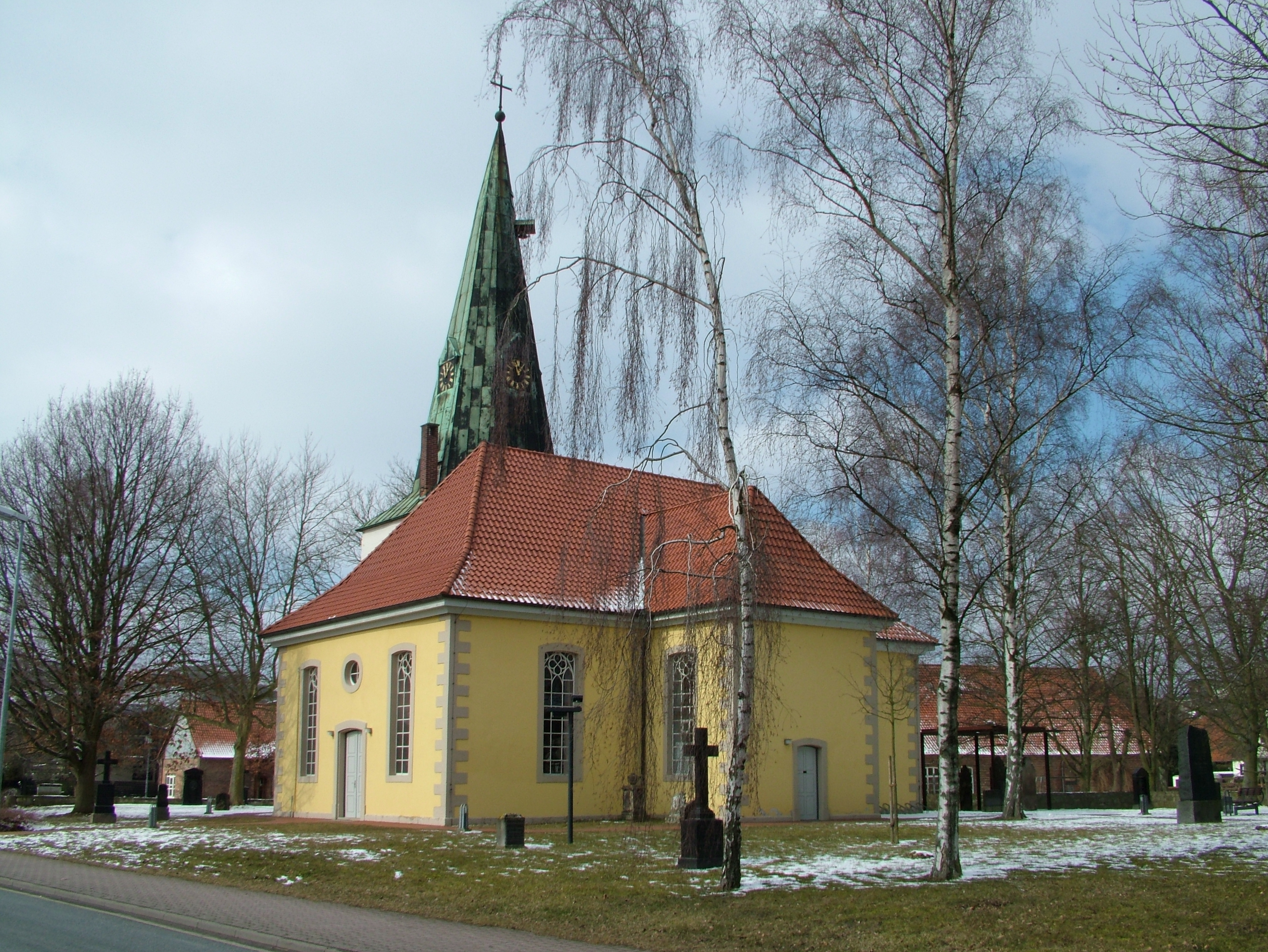
Ev. Kirche
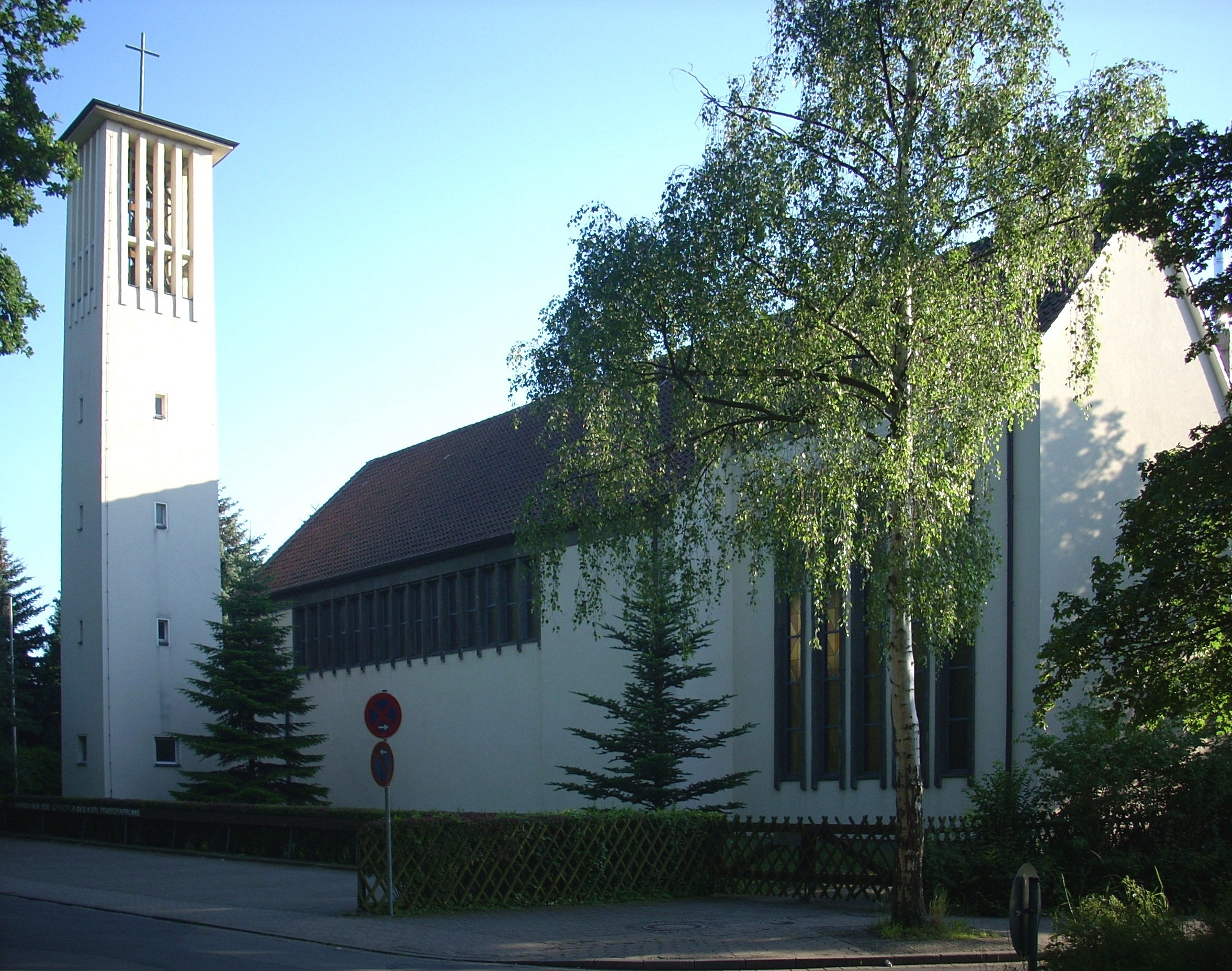
Kath. Kirche
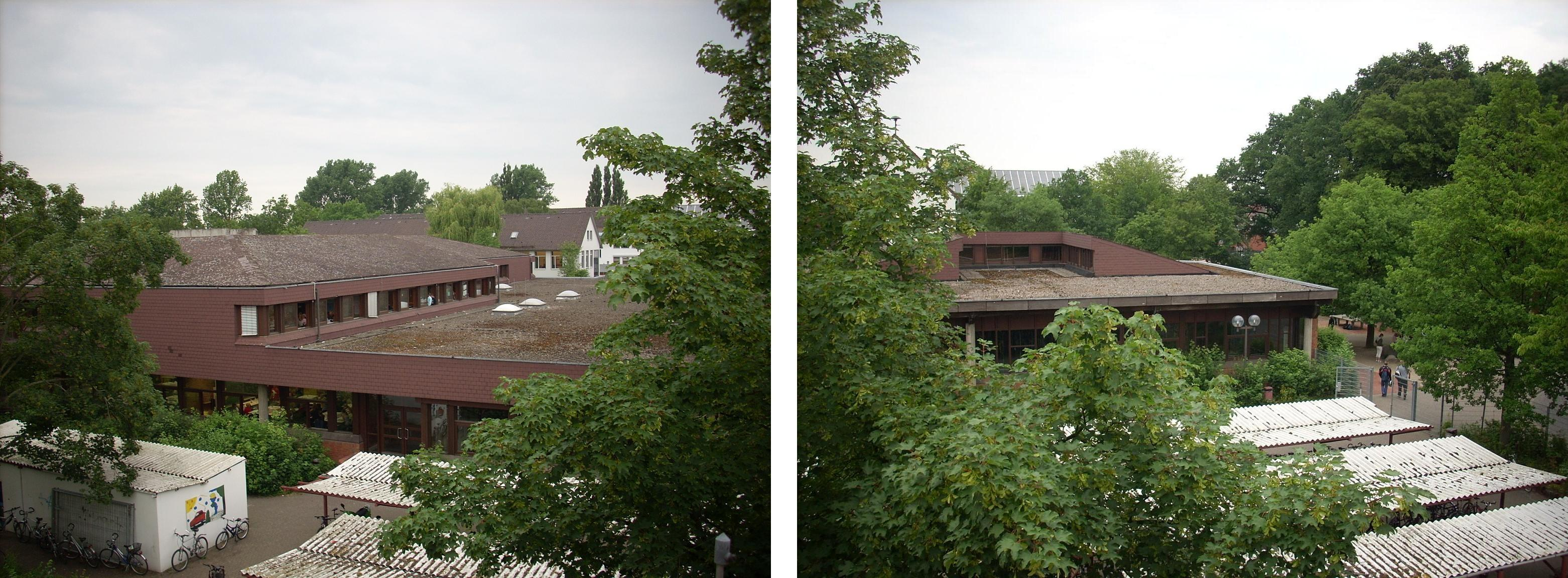
Kooperative Gesamtschule (1734 Schüler)
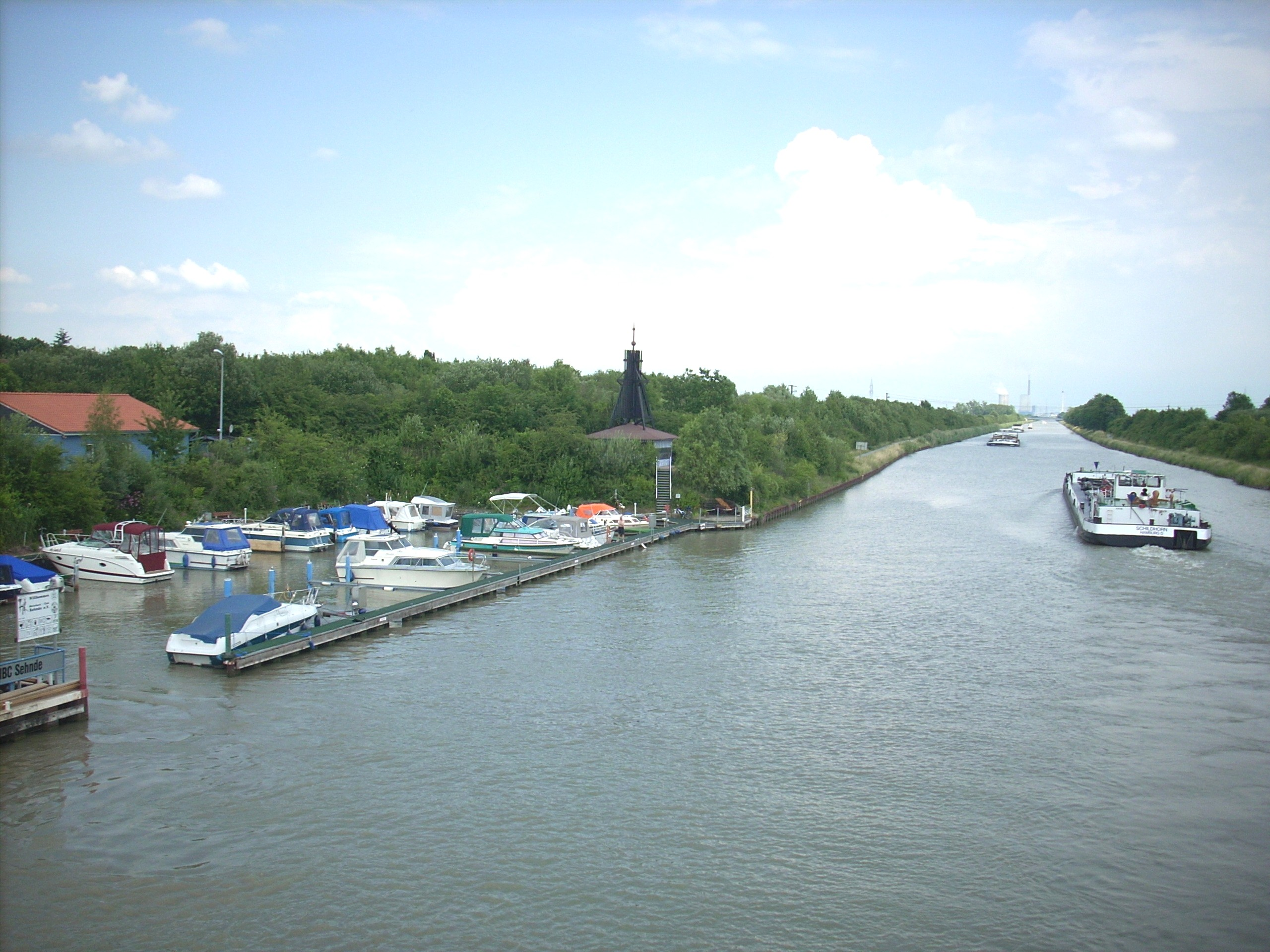
Am Mittellandkanal
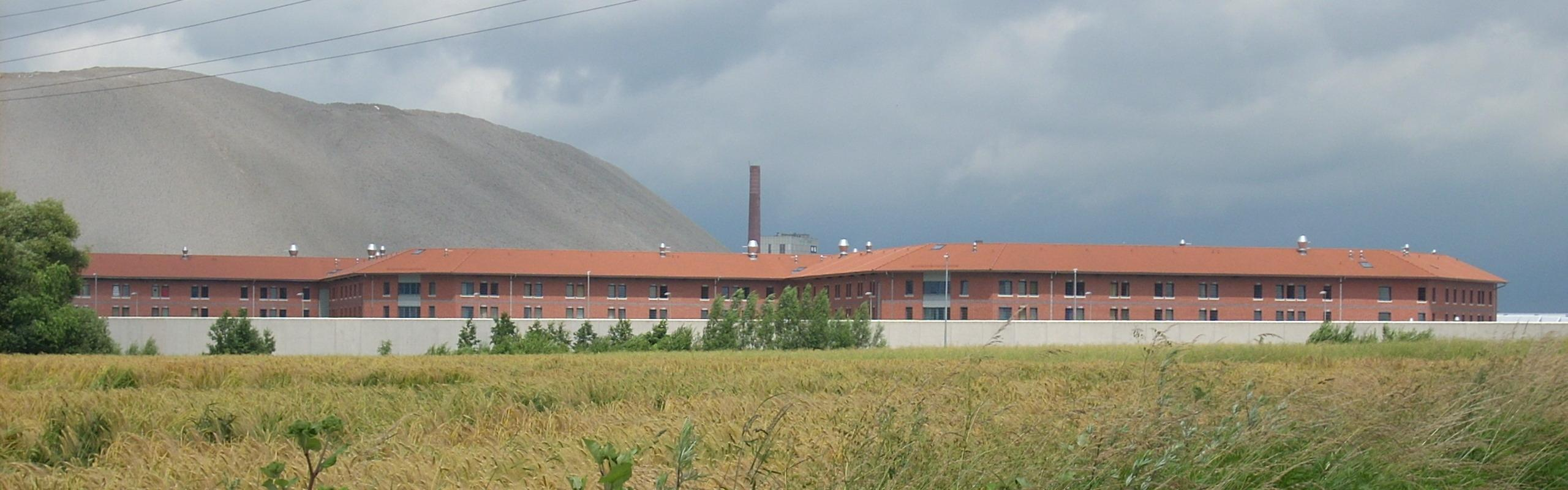
Justizvollzugsanstalt Sehnde (eröffnet 2004)
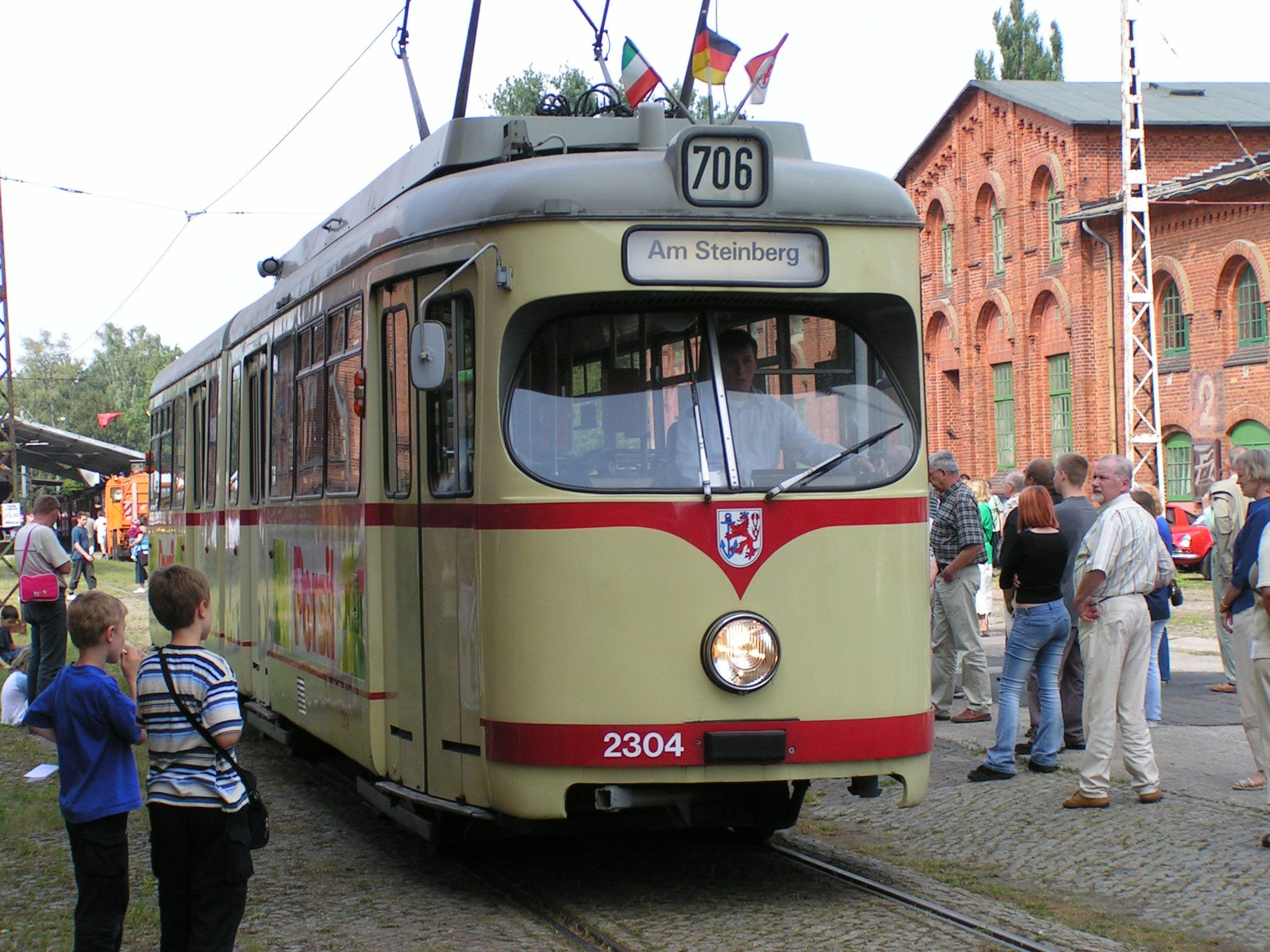
Hannoversches Straßenbahn-Museum
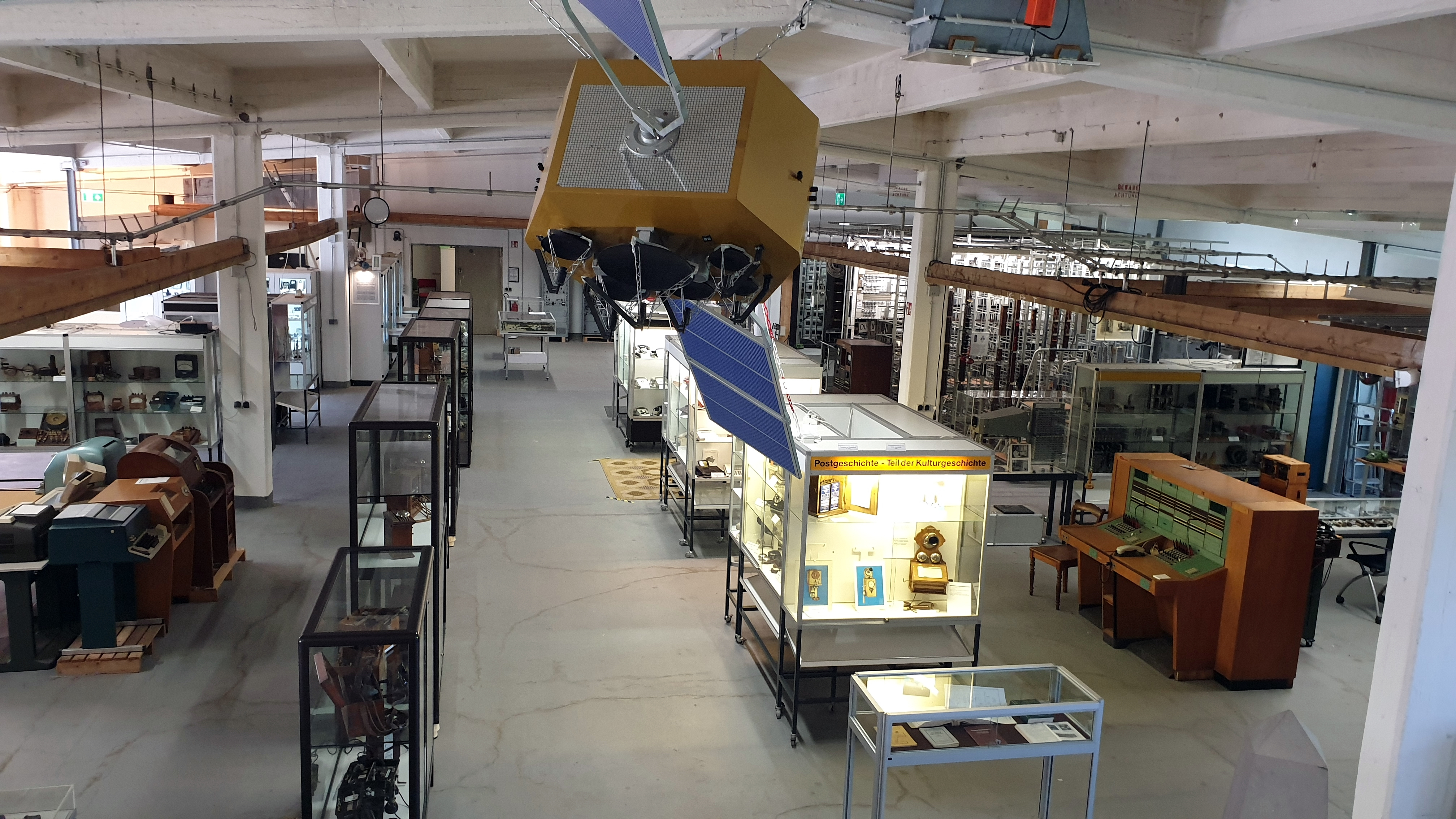
Hannoversches Fernmeldemuseum

## Wirtschaft und Infrastruktur
In Sehnde produzierte die Keramische Hütte von etwa 1900 bis zur Stilllegung 1982 Mauerziegel. Die Ortsteile der heutigen Stadt Sehnde wurden und werden durch Landwirtschaft geprägt, wobei sich die meisten Ortsteile seit den 1970er Jahren durch Neubaugebiete zu Wohnsiedlungen wandeln. Im Jahre 2004 wurde die Justizvollzugsanstalt Sehnde eröffnet, wodurch die Einwohnerzahl weiter zunahm.
Viele Jahrzehnte war der Kalibergbau wichtigster Industriezweig. Das erste Kalibergwerk wurde ab 1896 in Wehmingen auf dem heute so genannten Gelände Hohenfels abgeteuft, und 1902 wurde mit der Förderung begonnen. Zwar wurde die Förderung hier bereits 1927 stillgelegt; im Kernort Sehnde und im Ortsteil Ilten wurde aber bis in die 1990er Jahre Kali für die Dünger- und Streusalzproduktion gefördert. Eine angegliederte Düngemittel- und Streusalzfabrik wird weiterhin betrieben.

### Kaliwerke

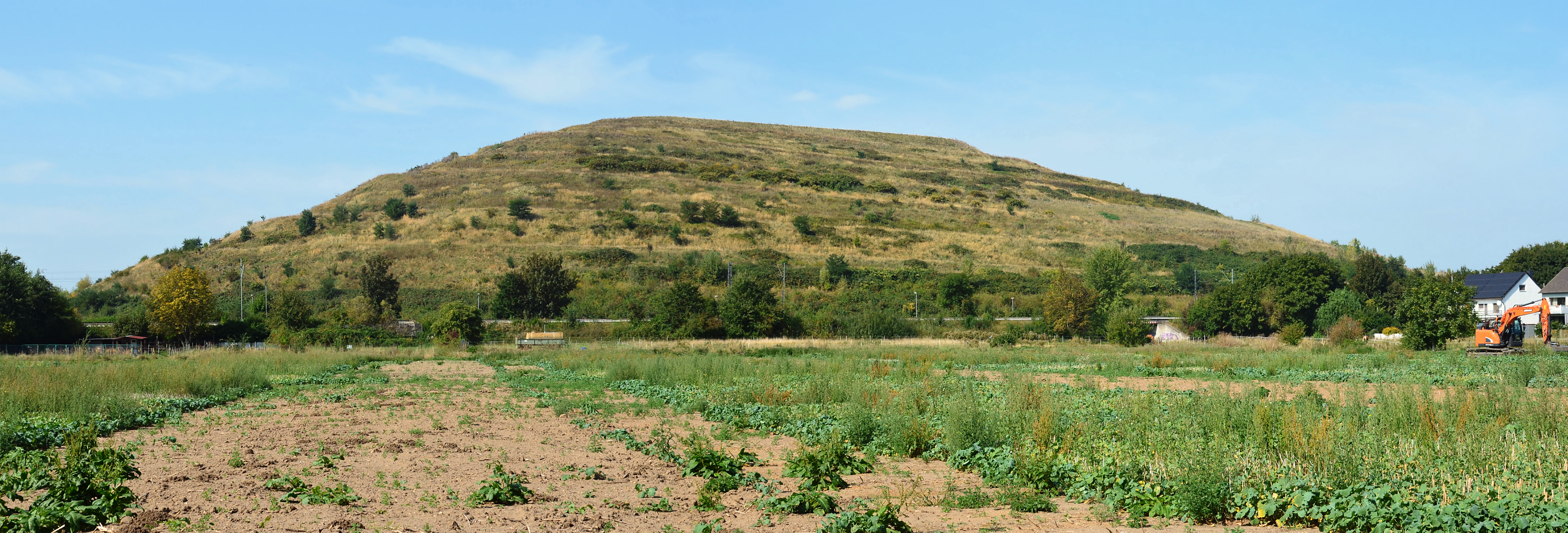
Begrünte Abraumhalde des Kaliwerks Friedrichshall

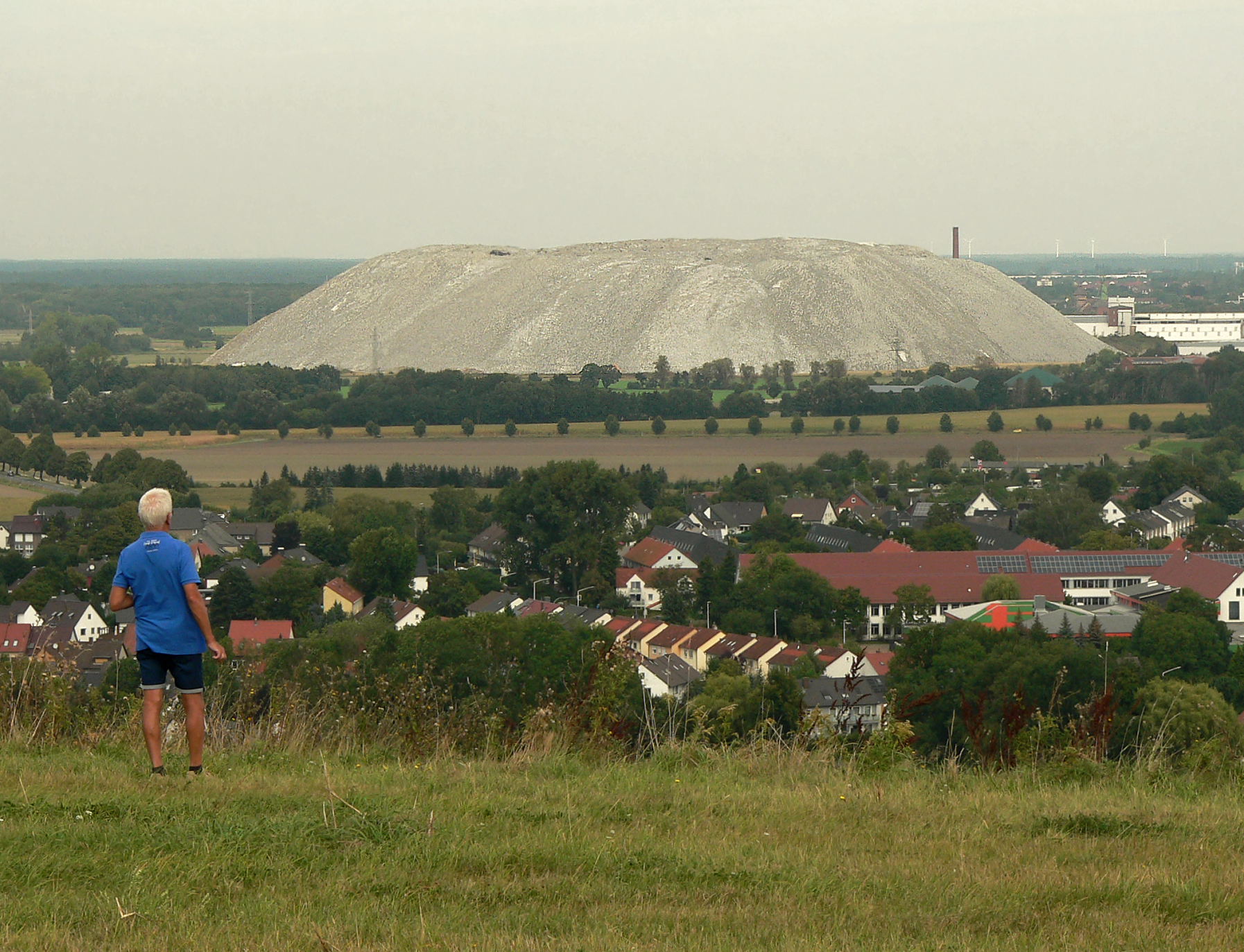
Offene Abraumhalde des Kaliwerks Hugo

Das Kaliwerk Hohenfels wurde 1982 stillgelegt. Die Grubenbaue sind von 1984 bis 1992 mit Haldenlauge von der Halde Friedrichshall verfüllt worden. Das Kaliwerk Friedrichshall war von 1905 bis 1981 in Betrieb. Das Grubenfeld wurde bis 1981 von der Kali Chemie AG betrieben, danach von der K+S AG übernommen und bis 1994 weiter betrieben. Produziert wurden ausschließlich Düngemittel. Das Kaliwerk Hugo in Ilten gehörte zum Verbundbergwerk Bergmannssegen-Hugo. Nach Stilllegung der Förderung Ende 1994 wird in der Werksanlage weiter Kalidünger aus angelieferten Rohstoffen hergestellt. Die Grube wird zurzeit mit Sole und Süßwasser geflutet.
Neben weiteren kleineren Industriebetrieben gab es bis 1987 in Sehnde eine Zuckerfabrik und noch heute gibt es in Höver eine Zementfabrik.

### Verkehr
In Sehnde kreuzen sich die Bundesstraßen 65 und 443. Über sie werden die nahe gelegenen Bundesautobahnen 2 und 7 sowie die B 6 (Messeschnellweg) erreicht.
Sehnde liegt an der Bahnstrecke Lehrte–Nordstemmen. Seit 2008 bietet die S-Bahn Hannover stündliche Verbindungen über Lehrte nach Hannover Hauptbahnhof sowie über Algermissen nach Hildesheim Hauptbahnhof.
| Linie | Verlauf | Takt                                         |
| ----- | --- | -------------------------------------------- |
| S 3   | Hildesheim – Harsum – Algermissen – Sehnde – Lehrte – Ahlten – Hannover-Anderten-Misburg – Hannover Karl-Wiechert-Allee – Hannover-Kleefeld – Hannover Hbf Stand: Fahrplanwechsel Dezember 2021 | 60 min (zur HVZ zus. Züge Hildesheim–Lehrte) |

Des Weiteren erschließen Buslinien der Üstra sowie eine Regiobuslinie die Stadt. Eine Buslinie wird als SprintH Verbindung beworben und verbindet Mehrum über Sehnde mit Hannover. Früher verband eine Überlandstraßenbahn Sehnde mit Hannover, diese wurde jedoch mit dem Stadtbahnausbau eingestellt und durch eine Busverbindung ersetzt.
An dem Stadthafen Sehnde erfolgt die Verzweigung des Mittellandkanals zu dem Stichkanal Hildesheim nach Süden hin. Im Ortsteil Bolzum befindet sich die Schleuse Bolzum.

## Persönlichkeiten
- Georg Wilhelm Friedrich Beneken (1765–1824), Geistlicher, Philosoph und Publizist, geboren in Sehnde
- Herbert Freiherr von Ohlen und Adlerscron (1895–1958), Offizier und Landwirtschaftsfunktionär, von 1945 bis 1950 Geschäftsführer des Vereins der Zuckerindustrie in Sehnde
- August Tünnermann (1896–1982), Politiker (KPD), starb in Sehnde
- Rudi Milatz (1903–1979), Pflanzenbauwissenschaftler, starb in Sehnde
- Julius Brumsack (1915–2011), Kaufmann und Holocaust-Überlebender, verbrachte seine Jugend in Sehnde
- Gisela Fischer (* 1938), Ärztin und Hochschullehrerin, praktizierte als Allgemeinärztin in Sehnde
- Dieter Warnecke (1956–2019), Generalleutnant des Heeres der Bundeswehr, geboren in Sehnde
- Dirk Dettmar (* 1957), Krimineller und Künstler, seit 2005 inhaftiert in der JVA Sehnde
- Peter Gerloff (* 1957), römisch-katholischer Priester, von 2004 bis 2013 Gemeindepfarrer von St. Maria in Sehnde
- Thomas Sonar (* 1958), Mathematiker, geboren in Sehnde
- Ursula von der Leyen (* 1958), Politikerin (CDU), ab 1. November 2019 Präsidentin der Europäischen Kommission, war von 2001 bis 2004 Mitglied des Rats der Stadt Sehnde und Vorsitzende der CDU-Fraktion
- Birgit Honé (* 1960), Politikerin (SPD) und Landesministerin, lebt in Sehnde
- Silke Lesemann (* 1962), Politikerin (SPD), Landtagsabgeordnete für den Wahlkreis 29 (Laatzen, Pattensen, Sehnde)
- Christoph Dreyer (* 1966), Politiker (CDU), Landtagsabgeordneter für den Wahlkreis 29 (Laatzen, Pattensen, Sehnde)
- Gernot Marx (* 1966), Intensivmediziner und Universitätsprofessor
- Heidi Köpp-Junk (* vor 1970), Ägyptologin, Hochschullehrerin, Musikarchäologin und Sängerin
- Michael Thiede (* 1981), Handballspieler, verbrachte seine Kindheit in Sehnde
- Gregor Rohmann (* 1970), Historiker, verbrachte seine Kindheit und Jugend in Sehnde